# Бернхард II (Верл)
Бернхард II (на немски: Bernhard II, * ок. 1010, † ок. 1070) е граф на Верл, граф във Фризия, фогт на Соест, Падерборн, Верден и Лизборн.

## Биография
Той е най-малкият син на граф Херман II фон Верл († 1025) и втората му съпруга Годила фон Ротенбург. Баща му е син на граф Херман I фон Верл († 985) и Герберга Бургундска († 1019), дъщеря на бургундския крал Конрад III от род Велфи, и полубрат на императрица Гизела Швабска и братовчед на император Хайнрих III.
След смъртта на най-големия му брат Хайнрих, той го последва като граф. През 1063 г. Бернхард вероятно участва в дворцовото събрание в Майнц и в последвалия поход в Унгария. След победата той е през 1064 г. в кралския двор.

## Фамилия
Бернхард II се жени два пъти. Имената на съпругите му не са известни. Той има децата:
- Конрад II (* 1040, † 1092), граф на Верл-Арнсберг
- Лудолф, също Лиуполд, до 1102 граф на Верл
- Хайнрих II (* ок. 1050, † 14 октомври 1127), епископ на Падерборн (1084 – 1127)
- Ида, омъжена за граф Хайнрих II фон Лауфен († сл. 1067)